# Bang Yong-guk
Dans ce nom coréen, le nom de famille, Bang, précède le nom personnel.
Pour les articles homonymes, voir Bang et BYG.
Bang Yong-guk ou BYG (coréen: 방용국; né le 31 mars 1990), souvent simplifié Yongguk ou par ses noms de scène Bang et Jepp Blackman, est un rappeur, chanteur, danseur, auteur-compositeur et réalisateur artistique sud-coréen. Il était le leader et le rappeur principal du boys band sud-coréen B.A.P jusqu'en août 2018 où il a refusé de renouveler son contrat avec la TS Entertainment et a donc quitté son groupe.

## Biographie
Il débute dans le Hip-hop en 2008 avec le groupe Soul Connection. Il est alors connu sous le nom de Jepp Blackman. Un an plus tard il forme un duo nommé Black Out avec Maslo, un membre de son premier groupe.
Mais ce n'est qu'en 2011 qu'il se fait remarquer, en chantant en duo avec la chanteuse Song Ji Eun du groupe Secret sur le titre Going Crazy, alors qu'il est stagiaire chez TS Entertainment. Le titre atteint la première place au Gaon Chart ainsi qu'à plusieurs classements en temps-réel, Melon, Bugs!, Dosirak et Mnet. TS Entertainment annonce alors les débuts officiels du rappeur en août 2011. Fin de la même année il sort le titre Never Give Up en duo avec Zelo, un autre stagiaire de TS Entertainment. Le duo est baptisé Bang & Zelo. Une semaine plus tard, sort le single digital I Remember, que Bang Yong Guk interprète en duo avec le chanteur Yo Seob du groupe BEAST. En quelques instants, le titre se place directement dans le Top 10 des Charts Numériques de Melon, Bugs et Naver.
Le 25 janvier 2012, TS Entertainment lance le groupe B.A.P, dont Bang Yong Guk est le leader. Il participe à l'écriture de la majorité des chansons. Le groupe acquiert rapidement une grande notoriété, et prend place dans les classements musicaux, autant en Corée du Sud qu'à l'étranger. Leur single One Shot s'est vite placé en première position dans le Top Itunes Hip Hop aux États-Unis, au Canada et en Nouvelle-Zélande. Il s'est positionné plus généralement dans ce classement en Angleterre, en Australie, en Grèce, au Japon, en Finlande, en Suède et en Norvège.

## Discographie

### En solo
- Going Crazy (03/03/2011)
- Never Give Up (01/12/2011)
- I Remember feat. Yang Yoseob (08/12/2011)
- Yamazaki (07/04/2017)
- hikikomori (20/01/2019)

### Avec Soul Connection
- Happy Christmas (17/12/2008)
- RapsodY (16/04/2009)

### Avec Black Out
- Black Out (03/11/2009)
- Cherry (01/04/2010)